# Čantal'vėgyrgyn
Il Čantal'vėgyrgyn (in russo Чантальвэгыргын?) è un fiume dell'Estremo Oriente russo, affluente di sinistra dell'Ėkityki. Scorre nel rajon Iul'tinskij del Circondario autonomo della Čukotka. 
Il nome tradotto dalla lingua ciukcia significa “attraversare la strada verso i Čauniani”. Fu mappato per la prima volta da Joseph Billings nel 1792.

## Descrizione
Il fiume scorre in direzione nord-orientale, poi gira a est. Sfocia nell'Ėkityki a 34 km dalla foce. La sua lunghezza è di 222 km, l'area del bacino è di 6 620 km².
Il regime di deflusso è caratterizzato da piene primaverili e da numerose piogge di fine estate. La deriva del ghiaccio e le piene primaverili si verificano nel mese di giugno. A luglio l'acqua nel letto del fiume si riscalda fino a +13° C. Gela all'inizio di ottobre. Nel corso superiore del fiume la corrente è veloce, nel corso inferiore il fiume è calmo, tortuoso (largo fino a 30 metri e profondo da 0,3 a 1 metro). Le rive sono paludose.